# Hakui

Hakui (羽咋市 Hakui-shi?) este un municipiu din Japonia, prefectura Ishikawa.